# Kostel svatého Michaela archanděla (Vernéřovice)
Kostel svatého Michaela ve Vernéřovicích na návrší uprostřed vsi na hřbitově je dominantou obce. Je chráněn jako kulturní památka a od 1. července 2022 také jako národní kulturní památka. Je jedním z broumovské skupiny barokních kostelů. 

## Historie
Nejstarší kostel v obci je připomínán v roce 1412. Současný kostel stojí na místě původního dřevěného kostela z roku 1540, který dal postavit opat broumovského kláštera Matěj Mathias a který byl zvětšen za opata Tomáše Sartoria roku 1683. Tento kostel byl do roku 1587 filiální ke kostelu v Ruprechticích a farní byl v roce 1589. Od poloviny 17. století naopak do farnosti patřily i obce Bohdašín, Ruprechtice, Jetřichov a Vižňov. Současný kostel dal vybudovat opat Otmar Daniel Zinke. Dostavěn byl roku 1720, ale vnitřní vybavení bylo dokončováno až do roku 1722. Pravděpodobné autorství Kryštofa Dientzenhofera není doloženo, pouze vyplývá z jeho činnosti pro břevnovské a broumovské benediktiny. 
Mezi nejvýznamnější místní duchovní z řad broumovských benediktinů patřili Leopold Josef Plagwitz a Kajetán August Treutler.
Na hřbitově v tzv. kněžském hrobě podél zdi odpočívají tito benediktini: P. Leopold … († 1863); P. Prokop Josef Krotkovský († 1866); P. Maurus František Xav. Hurka († 1872); P. Bernard Eduard Kleemann († 1894); P. Magnus Augustin Werner († 1895); P. Gothard Tomáš Schuppl († 1900); Kajetán Augustin Treutler († 1932).

## Architektura

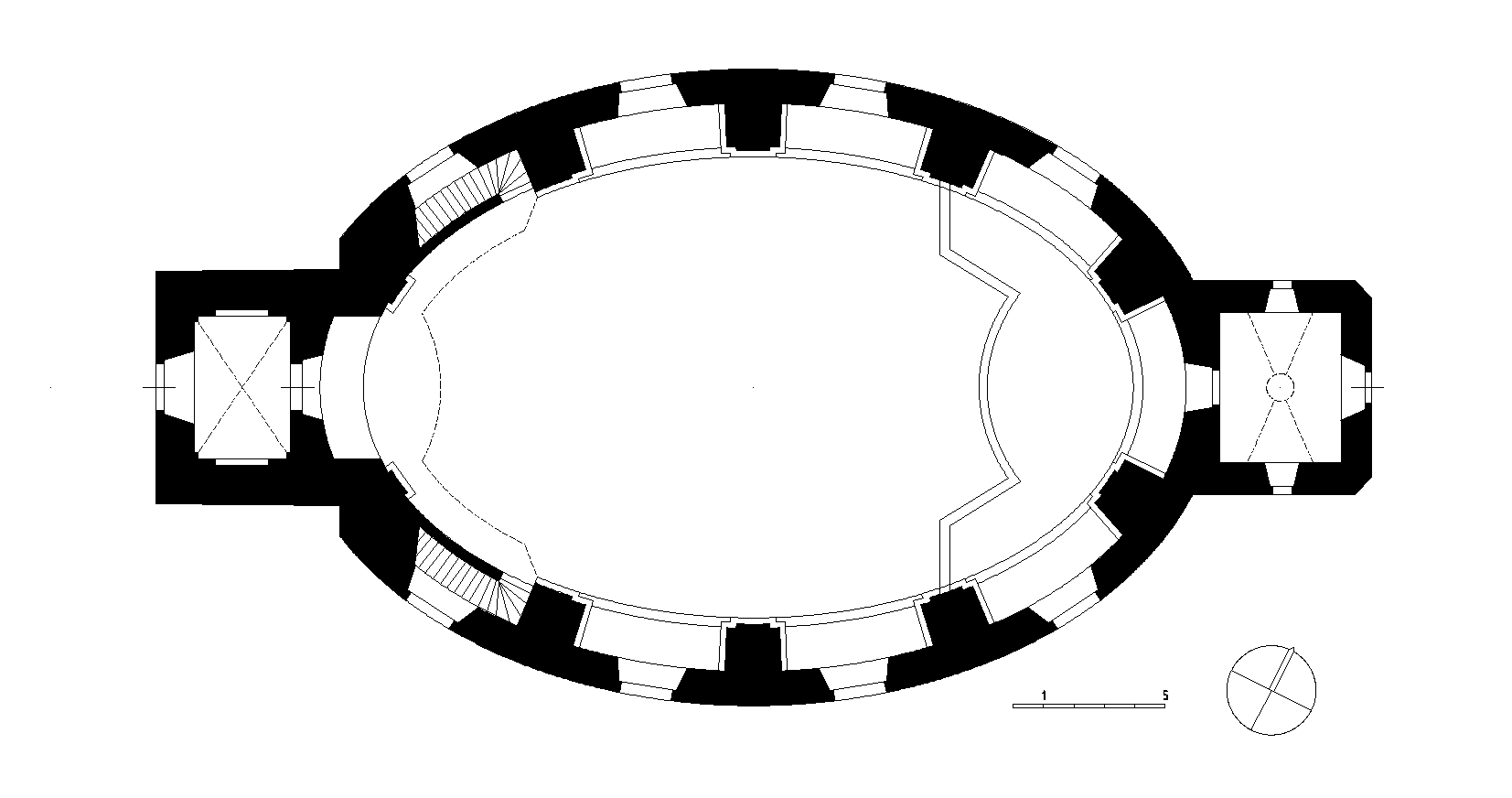
Půdorys kostela

Loď je dlouhá 26 a široká šestnáct metrů, ze zdi vystupuje deset pilířů. Strop je rovný. Loď je tvaru elipsy s věží na západě a sakristií o délce čtyři metry a šířce pět metrů na východě, která je zaklenutá valenou klenbou s výsečemi. Kruchta vyčnívá na třech obloucích do lodi kostela a je z lodi přístupná dvěma dřevěnými schodišti. Průčelí kostela má meziokenní lizény. Hlavní vchod je pod věží, s věnováním opata Zinkeho archandělu Michaelovi a s letopočtem 1719, boční vchody jsou z jižní strany a do sakristie.

## Interiér
Na hlavním oltáři je obraz Antonína Felixe Schefflera zjevení svatého archanděla Michaela na hoře Gargano v jižní Itálii. Po stranách jsou sochy archandělů Rafaela a Gabriela. Varhany prošly rekonstrukcí v roce 1990.

## Bohoslužby
Bohoslužby se konají druhou neděli v měsíci v 10.30.

## Galerie

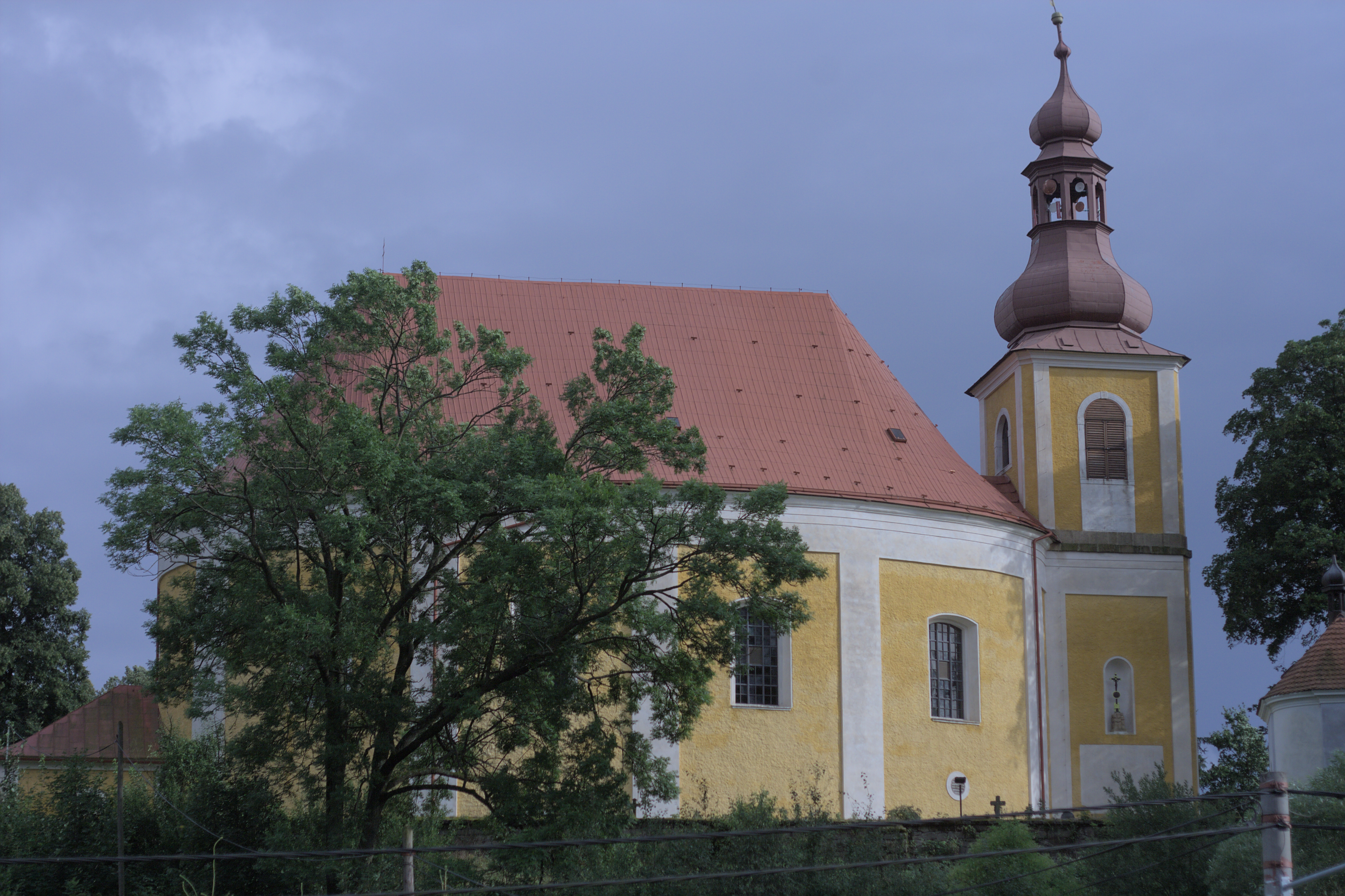
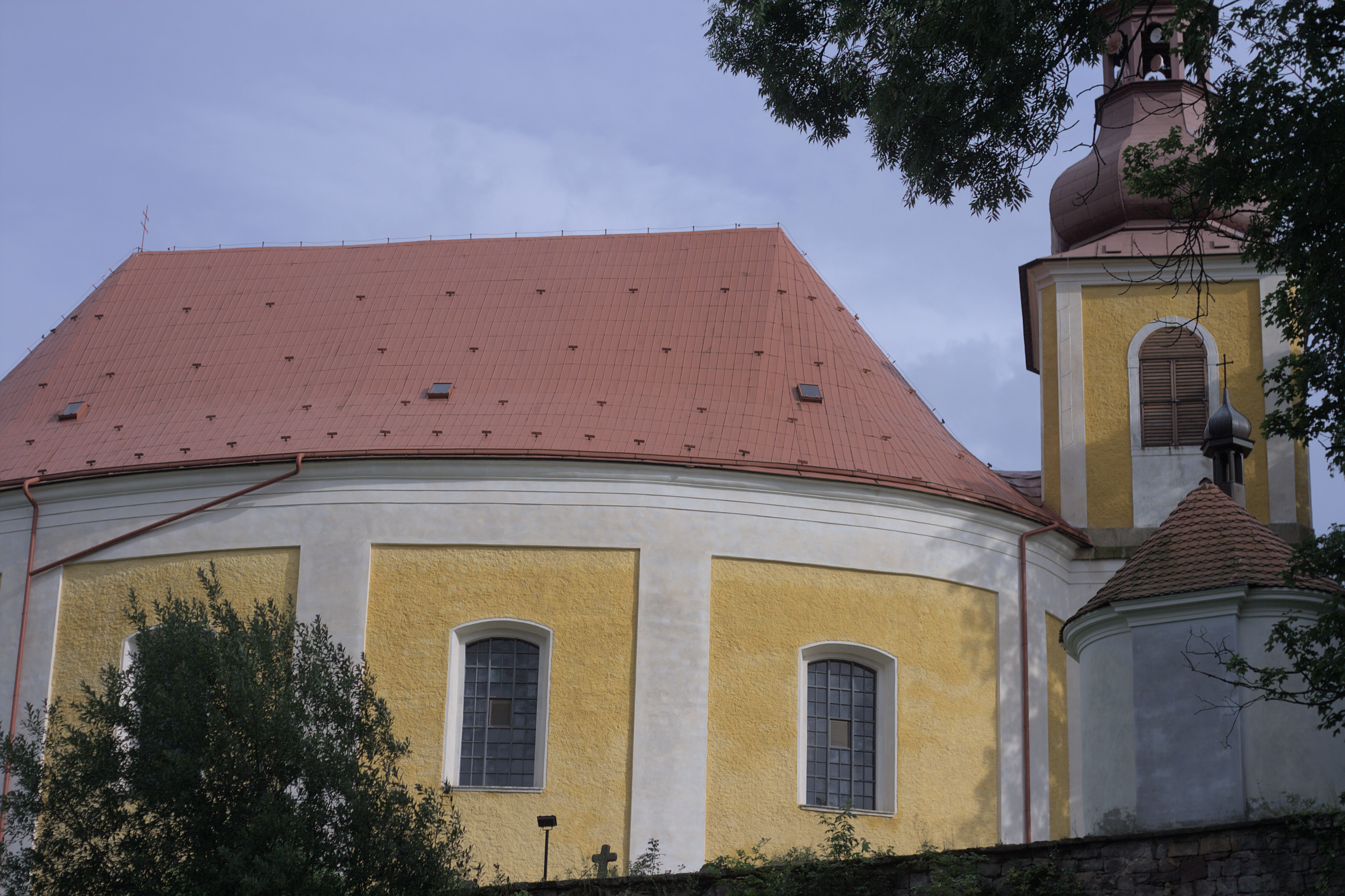
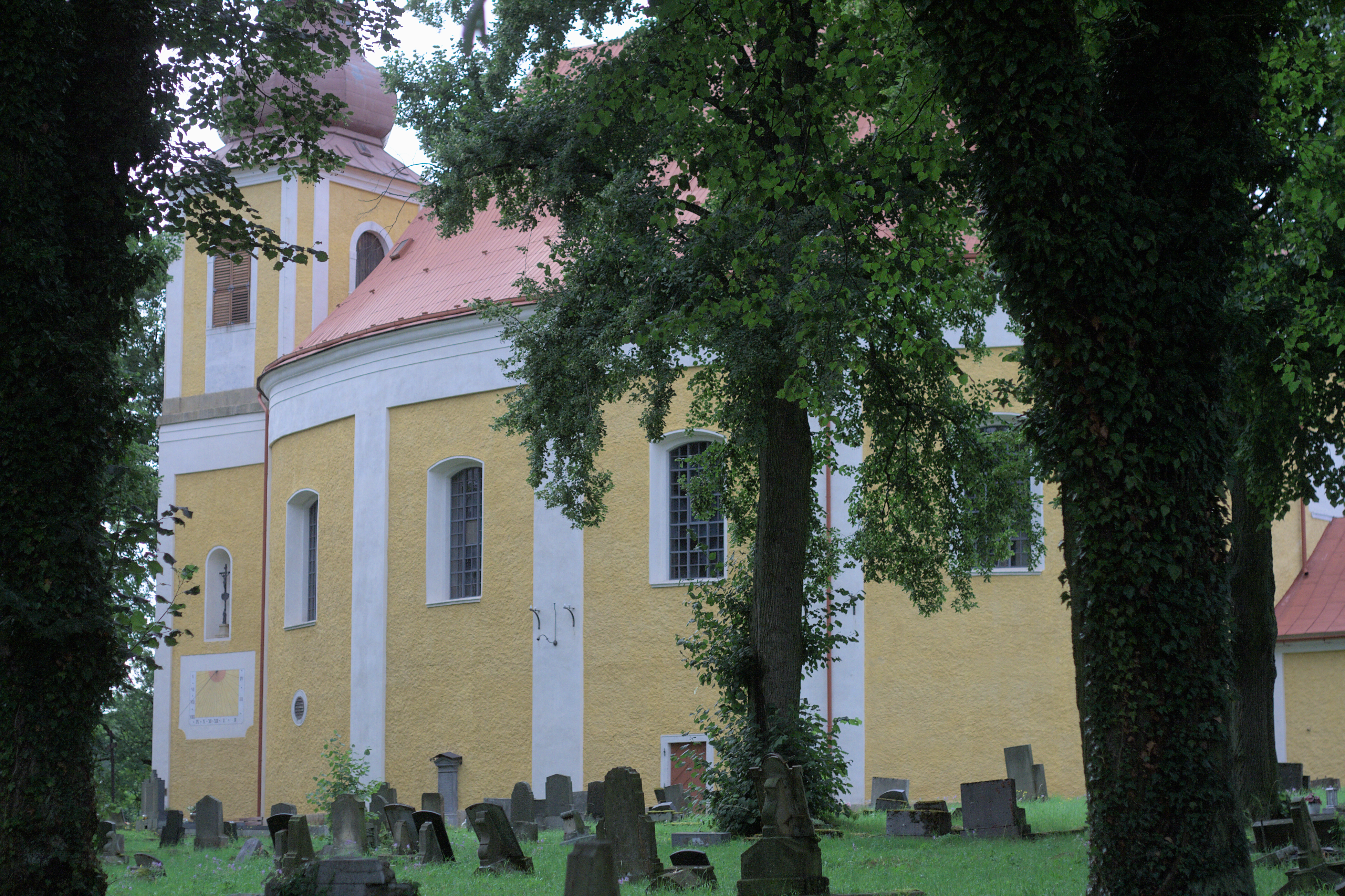